# 蘇聯戰車紀念碑

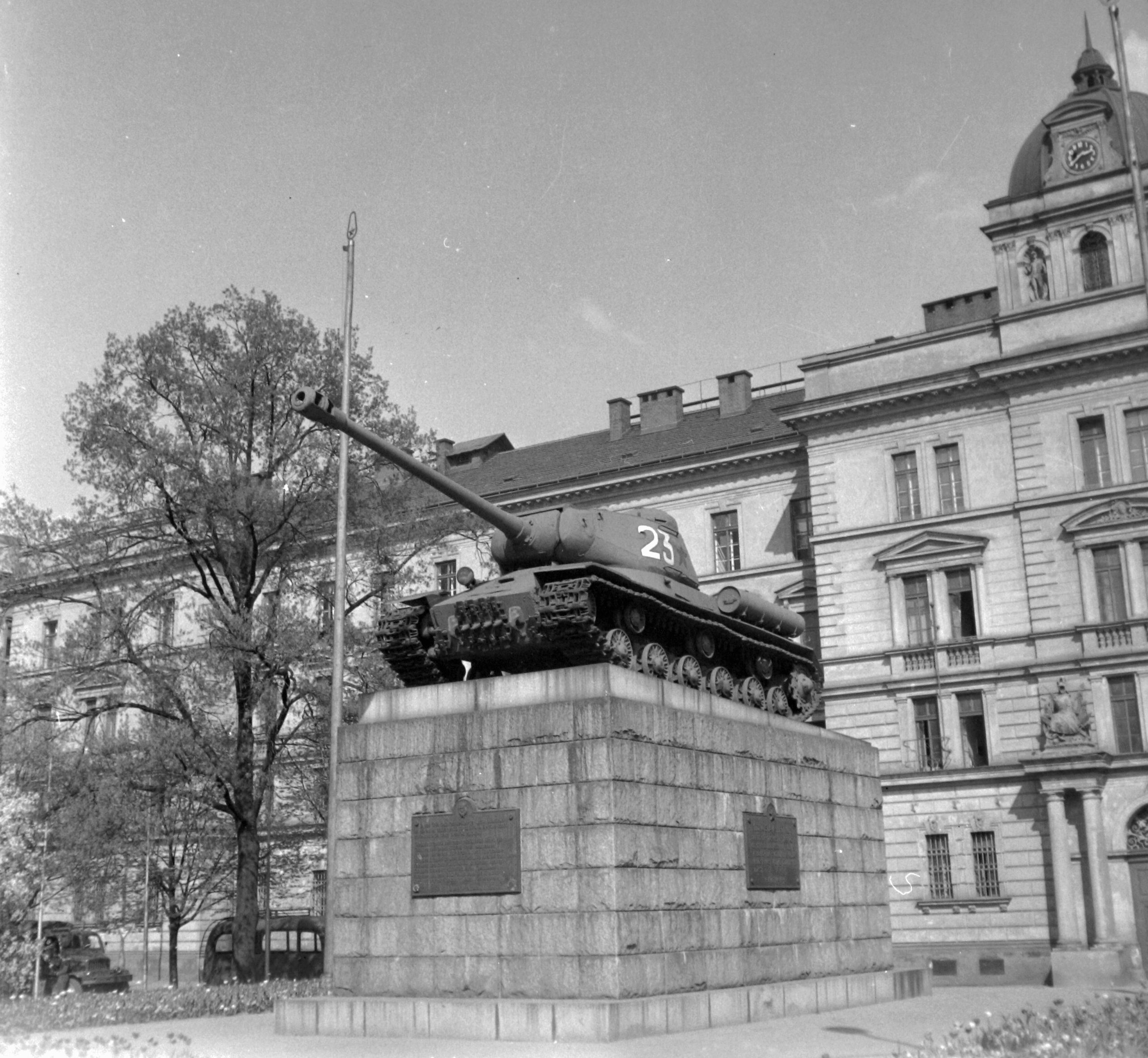
1961年时纪念碑照片

蘇聯戰車紀念碑是一座曾经树立在布拉格的第二次世界大战纪念碑。1991年艺术家大卫·塞尔尼把它涂成粉色，塞尔尼因此被捕后捷克联邦议会成员作为抗议再次把它涂成粉色，因此它也被称为“粉色坦克”。
纪念碑原址位于50°4′43.8″N 14°24′16.6″E / 50.078833°N 14.404611°E。

## 纪念碑
1945年7月29日苏联伊萬·斯捷潘諾維奇·科涅夫将军和市代表在布拉格金斯基广场上设立此纪念碑。坦克放置在一座五米高的实心基座上，它的炮塔朝向西方。它是为了纪念1945年5月9日第一乌克兰前锋第四坦克军到达布拉格，结束德国占领而设立的。本来计划把最早进城的第63坦克旅的中型T-34坦克放在上面，这俩坦克后来在街战中负伤。但是实际上放在纪念碑上的是一俩IS-2m重型坦克，其炮塔上的标记为23，而首先开进布拉格的那俩坦克的战术标记则是I-24。
捷克斯洛伐克1948年二月事件后此纪念碑被提升为国家文化纪念碑，几年苏联红军解放布拉格，广场也被改名为苏联坦克广场。

## 争议和拆除

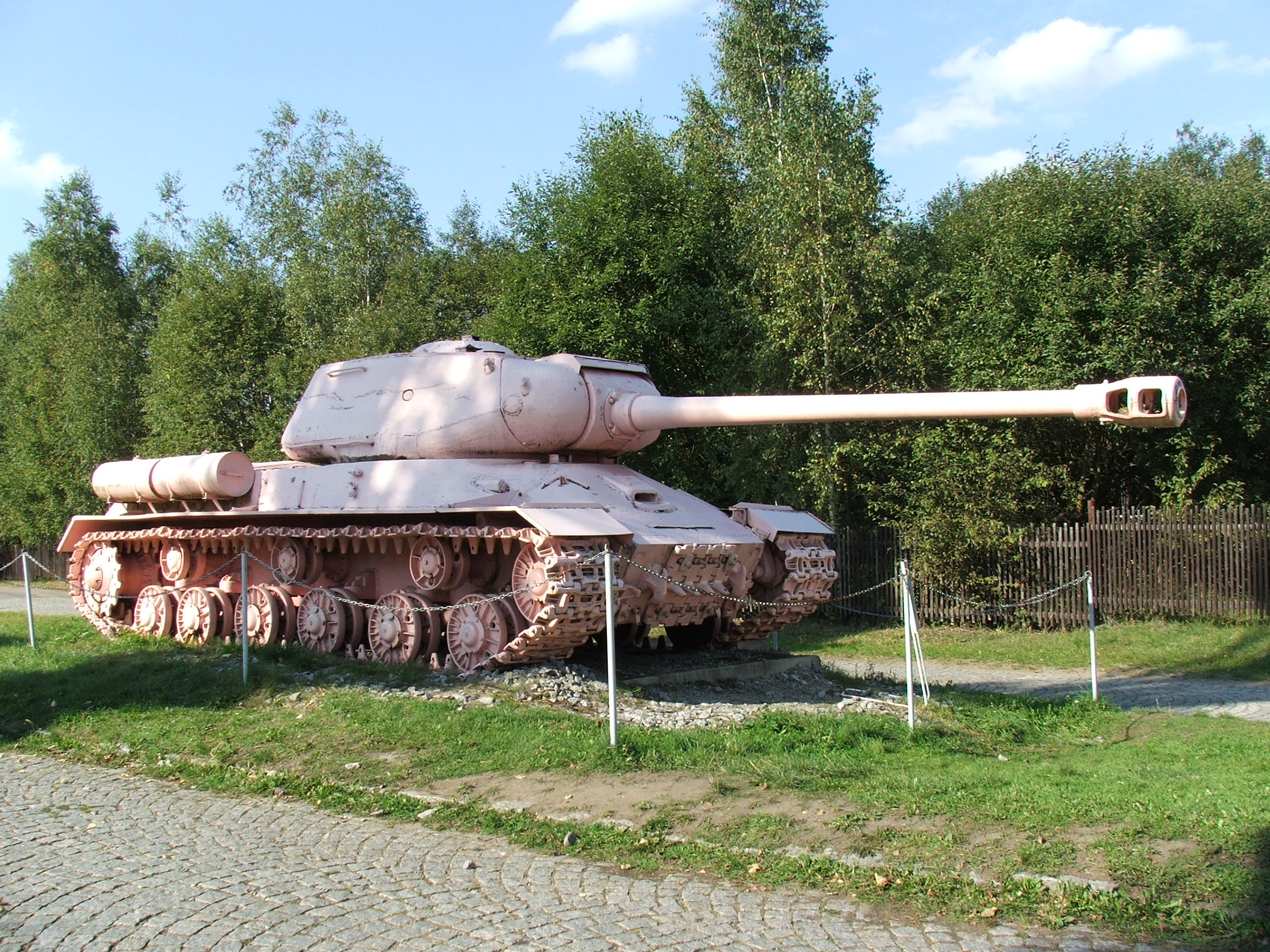
“粉色”苏联坦克“约瑟夫·斯大林”，前23号，目前在勒萨尼军事博物馆

1989年天鵝絨革命后共产党审查制度停止，公众开始讨论坦克的未来。对大多数居民这俩坦克代表1968年终结布拉格之春的苏联占领和此后在捷克斯洛伐克常驻的苏联军队，而不是代表第二次世界大战的终结。一个广泛的传说说坦克炮塔上的23指的是苏联入侵的年份（1945+23=1968）。1991年历史学家帕维尔·贝利纳说“既没有道德也没有历史理由”来保存这座纪念碑。

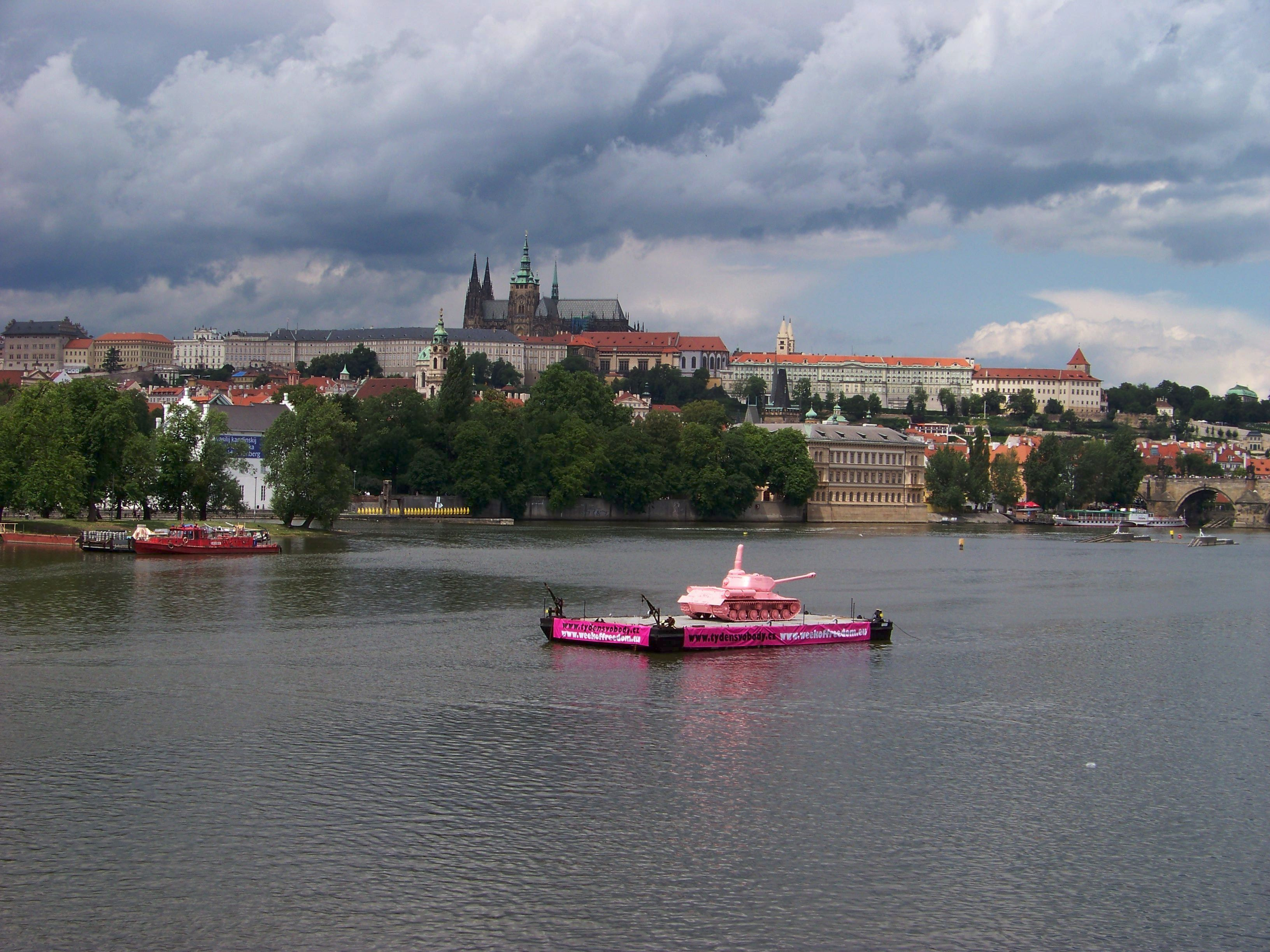
2011年6月24日塞尔尼的粉色坦克在伏尔塔瓦河上

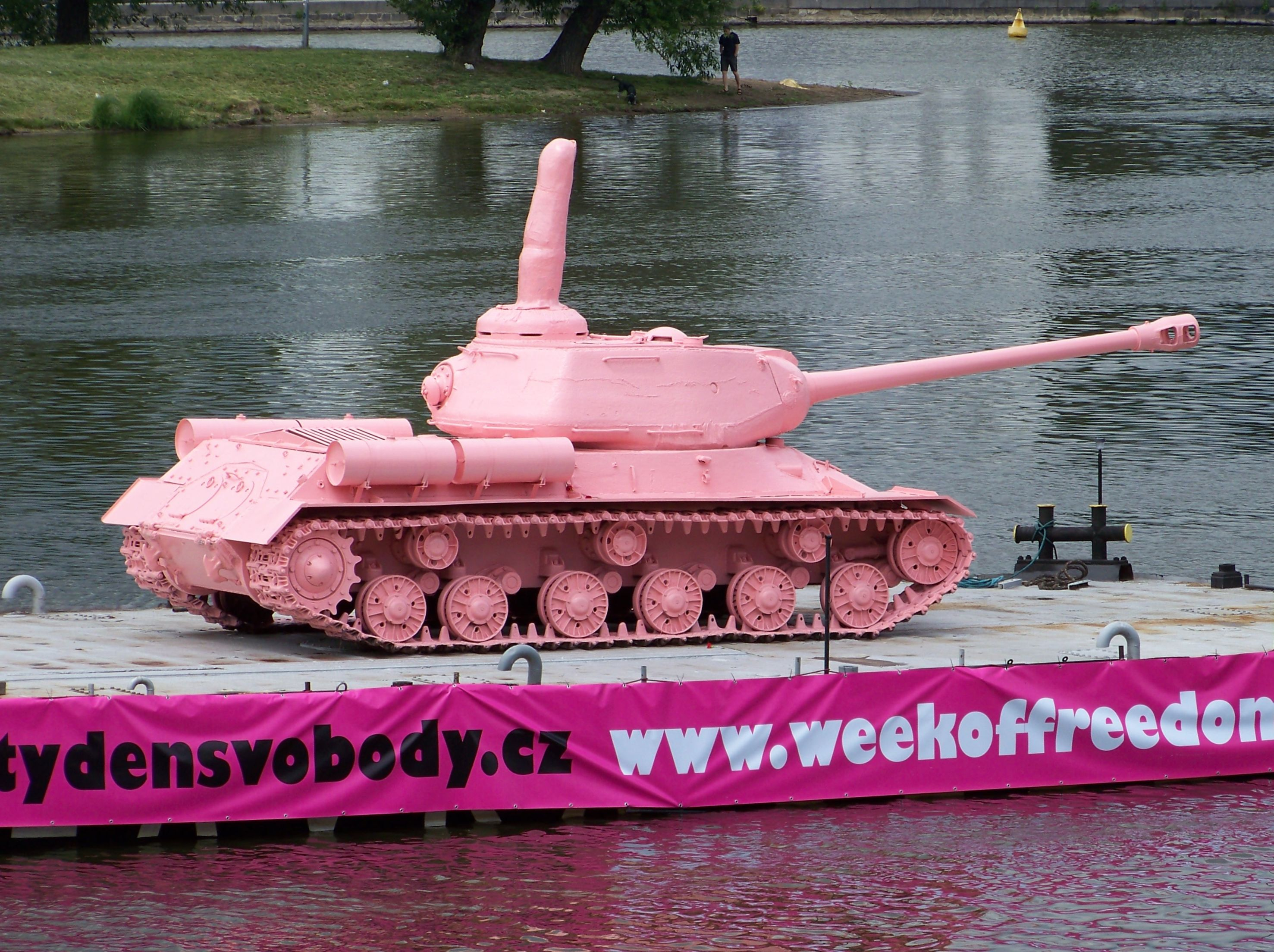
伏尔塔瓦河上豎中指的坦克

1991年4月27日/28日夜当时的艺术学生大卫·塞尔尼和他的朋友把坦克涂上粉色，并在它的炮塔上装了一个巨大的指头，并签名“大卫·塞尔尼和新震惊者”。俄罗斯政府正式抗议后塞尔尼被以骚乱的名字逮捕。坦克在纪念日前又被涂成绿色。但是15名被新选入议会的公民論壇和公众反暴力成员利用他们的豁免权在5月16日又把坦克涂上粉色抗议塞尔尼的被捕。国家纪念碑的地位被去除，塞尔尼被释放，在此后数次被交替涂绿色和粉色后坦克被移走。今天它在布拉格以南20千米的薩扎瓦河畔蒂內茨勒萨尼军事博物馆。
2002年10月17日在原来放坦克的地方建造了一座名为“时间的陷阱”的喷泉。

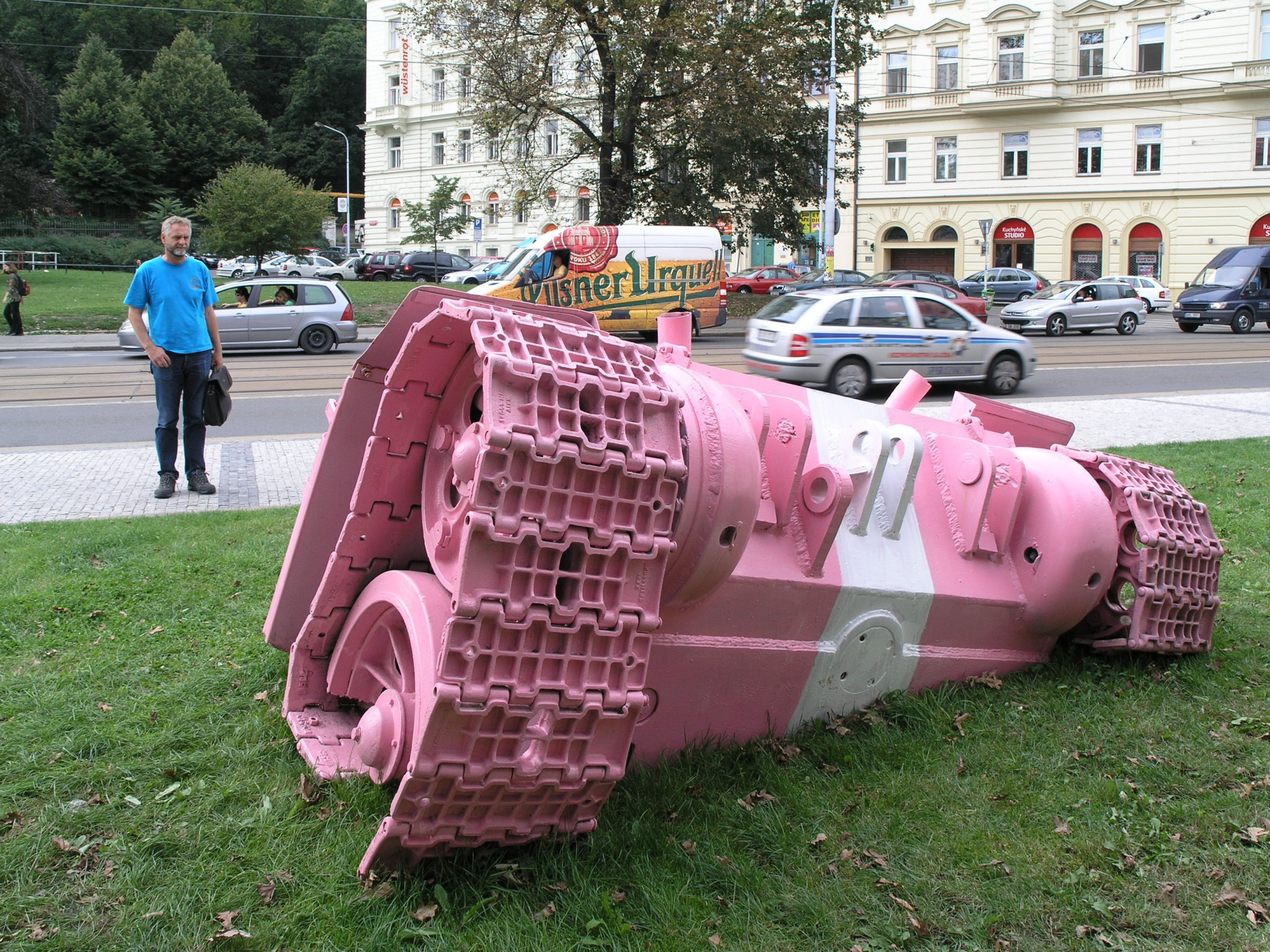
金斯基广场上的带白道的粉色坦克壳子

2004年在布拉格举办了一次牛展。罗曼·提奇把一头玻璃钢牛涂成咖啡色，并在它的两侧画上红色的五角星和白色的23。还说此后要把它涂成粉色。这头被称为23号的牛从2004年5月到9月摆在金斯基广场上。7月8日，在计划涂粉色的前一天，两名学生把五角星和数字从牛的两侧刻下来。
塞尔尼后来建议一座新纪念碑：一俩四分之三被埋在地里的粉色坦克。2008年8月21日坦克的粉色壳子被非正式地放到那里。它上面有和1968年入侵捷克斯洛伐克的苏联坦克一样的白条。塞尔尼认为这座纪念碑应该把注意力引向目前的俄罗斯政策。捷克总理米洛什·泽曼和俄罗斯大使强烈反对后市政府拒绝了这个建议。最后这座纪念碑被树立在波胡达聂茨，一座到1990年代为止有苏军驻扎的疗养小城。
2011年6月20日纪念苏军撤走20周年时粉色坦克暂时回到布拉格。它被放在伏尔塔瓦河上查理大桥附近的一条浮船上展出到2012年7月1日

## 书籍
- Wright, Patrick (2001). Tank: The Progress of a Monstrous War Machine, 379页.  Viking Adult. ISBN 0-670-03070-8.
- Zaloga, Steven J., Jim Kinnear (1996 [2004]). T-34-85 Medium Tank 1944–94, 42–43页. Oxford: Osprey Publishing. ISBN 1-85532-535-7.
- Zaloga, Steven J., Jim Kinnear, Andrey Aksenov & Aleksandr Koshchavtsev (1997). Soviet Tanks in Combat 1941-45: The T-28, T-34, T-34-85, and T-44 Medium Tanks, Hong Kong: Concord Publication. ISBN 962-361-615-5.